# 蟹江冬蔵
蟹江 冬蔵（蟹江 冬藏、かにえ とうぞう、1877年（明治10年）12月16日 - 1964年（昭和39年）1月1日）は、大日本帝国陸軍軍人。最終階級は陸軍少将。

## 経歴・人物
愛知県出身。1900年（明治33年）陸軍士官学校第12期卒業。
1924年（大正13年）8月に陸軍歩兵大佐・篠山連隊区司令官、1925年（大正14年）5月に神戸連隊区司令官、1927年（昭和2年）3月に歩兵第18連隊長を経て、1930年（昭和5年）8月1日に陸軍少将に昇進と同時に待命、同月29日に予備役に編入した。
1947年（昭和22年）11月28日、公職追放仮指定を受けた。

## 栄典
位階
- 1901年（明治34年）10月10日 - 正八位[4]
- 1910年（明治43年）9月30日 - 従六位[5]

勲章等
- 1940年（昭和15年）8月15日 - 紀元二千六百年祝典記念章[6]